# ویلیام والاس (ورزشکار)
ویلیام والاس (انگلیسی: William Wallace; ۱۲ آوریل ۱۹۰۴ – ۲۰ ژوئیهٔ ۱۹۶۷) قایقران روئینگ اهل کانادا بود.